# Versammlungsfreiheit
Versammlungsfreiheit bezeichnet ein Grundrecht. Es wird durch Art. 12 der Europäischen Grundrechtecharta (GRC), Art. 11 der Europäischen Menschenrechtskonvention (EMRK) und nationalstaatlich durch Art. 8 des deutschen Grundgesetzes (GG), durch Art. 12 des österreichischen Staatsgrundgesetz (StGG) und Art. 22 der Bundesverfassung der Schweizerischen Eidgenossenschaft (BV) gewährleistet.

## Deutschland

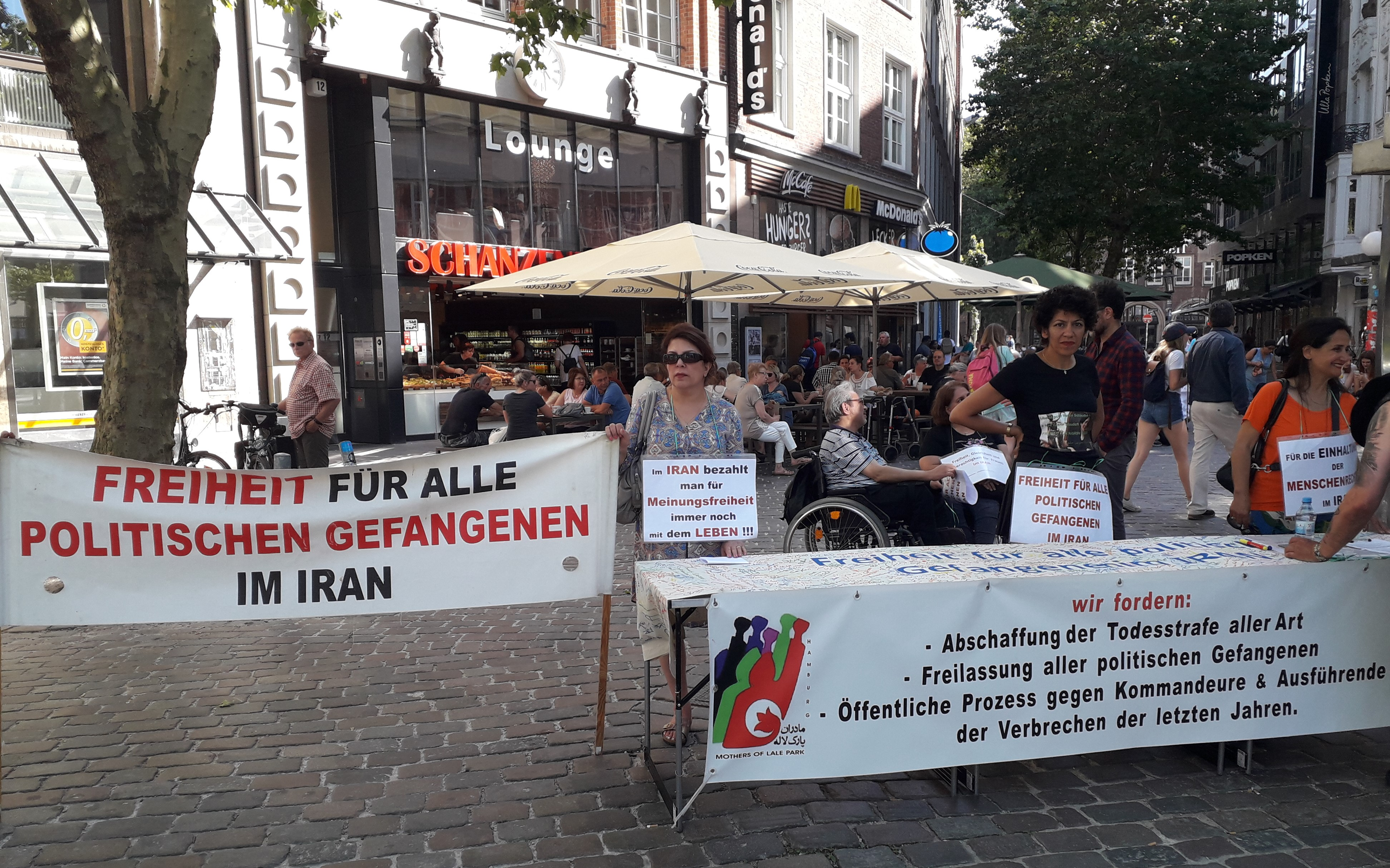
Ausübung des Rechtes auf Versammlungsfreiheit in Deutschland, 2019

Art. 8 GG verbürgt das Recht aller Deutschen, sich ungehindert privat oder in der Öffentlichkeit zu versammeln. Versammlung meint im verfassungsrechtlichen Zusammenhang eine örtliche Zusammenkunft mehrerer Menschen zu einem gemeinsamen Zweck. Mehrere Menschen sind nach der herrschenden Lehre mindestens zwei (Idee des letzten Freundes). Gemeinsamer Zweck kann nur die Meinungsbildung/-äußerung sein, wobei Gegenstand dieser Meinungsäußerung/-bildung eine öffentliche Angelegenheit sein muss. Zudem ist eine „innere Verbundenheit“ der Teilnehmer Voraussetzung (dadurch Abgrenzung von Ansammlungen). Von großer praktischer Bedeutung ist Art. 8 GG im Zusammenhang mit öffentlichen Demonstrationen (Demonstrationsfreiheit). Gerade bei diesen dient das freie Versammeln zumindest auch der Teilnahme an der öffentlichen Meinungsbildung. Daher steht Art. 8 GG in engem Zusammenhang mit den Kommunikationsgrundrechten des Art. 5 GG, insbesondere der Meinungsfreiheit.
Die Versammlungsfreiheit kann durch kollidierendes Verfassungsrecht verkürzt werden. Von besonderer praktischer Bedeutung ist hierbei die Staatspflicht zum Schutz von Leib und Leben seiner Bürger, die aus Art. 2 Absatz 2 Satz 1 GG folgt. Versammlungen unter freiem Himmel dürfen gemäß Art. 8 Absatz 2 GG weiterhin durch oder aufgrund Gesetzes beschränkt werden. Dies geschah im Wesentlichen durch die Versammlungsgesetze des Bundes und einiger Länder.

## Österreich
Die Vereins- und Versammlungsfreiheit ist im Art. 12 des StGG geregelt:
Durch Österreichs Beitritt zur Europäischen Menschenrechtskonvention und wegen Art. 49 Abs. 2 B-VG ist durch Beschluss des Nationalrates ebenso Art. 11 der EMRK als Rechtsgrundlage anzuwenden. Die Arten von Versammlungen sowie die Bestimmungen zur Abhaltung und zur Untersagung werden durch das Versammlungsgesetz näher konkretisiert.
Das Versammlungsrecht ist gegenüber Dritten durch die §§ 284 f. StGB geschützt.

## Schweiz

### Wortlaut in der Bundesverfassung
1 Die Versammlungsfreiheit ist gewährleistet.

### Gegenstand
Die Versammlungsfreiheit ist ein Grundrecht in der Schweiz und stellt ein klassisches Abwehrrecht vor staatlichen Eingriffen dar. Sie erschöpft sich jedoch nicht in dieser negativen Funktion („Der Staat darf nicht.“), sondern begründet auch staatliche Handlungspflichten. Die Kantone und Gemeinden müssen öffentlichen Grund zur Verfügung stellen, der für Kundgebungen und dergleichen genutzt werden kann. Die Behörden müssen des Weiteren gewährleisten, dass Kundgebungen überhaupt stattfinden können – indem sie ausreichenden Polizeischutz stellen – und „nicht durch gegnerische Kreise“ gestört werden. Wenngleich Art. 22 nicht explizit friedliche Versammlungen schützt, heißt das nicht, dass dadurch rechtswidrigem Handeln Raum gegeben wird.
Eine Versammlung ist nach bundesgerichtlicher Auffassung eine zeitlich begrenze Zusammenkunft mehrerer Menschen „mit einem weit verstandenen gegenseitig meinungsbildenden, -äussernden oder -austauschenden Zweck“. Von dieser Definition schließt das Bundesgericht Gruppen aus, die Sportveranstaltungen besuchen, oder Schaulustige bei einem Unfall. Damit eine Versammlung als solche gelten kann, muss eine gewisse Organisation aufseiten der Versammelnden vorliegen. Eine eigenständige Demonstrationsfreiheit existiert nicht; sie fällt unter den Schutzbereich der Versammlungsfreiheit.

### Einschränkungen
In der Schweiz verlangt die Durchführung einer Versammlung eine Bewilligung. Eine Demonstration, die nicht vorgängig bewilligt worden ist, fällt jedoch nicht automatisch aus dem Schutzbereich der Versammlungsfreiheit. Der Europäische Gerichtshof für Menschenrechte urteilte, dass allfällige Sanktionen auch gegen unbewilligte Demonstrationen verhältnismäßig sein müssen, insbesondere wenn sich die Demonstranten friedlich verhalten. So wäre es etwa unverhältnismäßig, eine Versammlung, die sich spontan gebildet hat und friedlich verläuft, nur deswegen aufzulösen, weil vorgängig keine Bewilligung eingeholt worden ist. Damit der Staat eine Bewilligung verlangen darf, ist eine gesetzliche Grundlage nötig, da es sich um eine Grundrechtseinschränkung im Sinne von Art. 36 BV handelt. Dass dem Gemeinwesen, das durch staatliche Behörden verkörpert wird, der öffentliche Grund gehört und es folglich über dessen Nutzung entscheiden kann, genügt nicht, um die Versammlungsfreiheit einzuschränken.
Jede Einschränkung der Versammlungsfreiheit muss durch das öffentliche Interesse geboten sein. Versammlungen auf privatem Grund dürfen nur aus besonders schwerwiegenden Gründen, also bei Vorliegen einer konkreten Gefahr für die öffentliche Ordnung verboten werden. Bei Versammlungen auf öffentlichem Grund muss hingegen ebenfalls das Fortbewegungsrecht der Strassenbenützer mit einbezogen werden, wenn zwischen öffentlichem Interesse auf der einen und individuellem Grundrechtsschutz auf der anderen Seite abgewogen wird.
Wie jedes Grundrecht darf die Versammlungsfreiheit zwar eingeschränkt, nicht aber abgeschafft werden. Der sogenannte Kerngehalt (Art. 36 BV) darf nicht angetastet werden. Daher ist ein auch nur kurz dauerndes, generell-abstraktes und ausnahmsloses Versammlungsverbot, ohne dass eine Möglichkeit auf gerichtliche Überprüfung besteht, unzulässig. Vor allem Letzteres, die Möglichkeit der gerichtlichen Prüfung, ist für die Schweiz wesentlich. Sie kommt nur bei Verordnungen (oder untergeordneten Erlassen) infrage, da es keine abstrakte Normenkontrolle für Bundeserlasse gibt: Gegen ein Bundesgesetz, das verfassungswidrig ist, kann vor dem Bundesgericht keine Beschwerde eingereicht werden. Auch ist eine inhaltliche Kontrolle durch die Behörden untersagt. Einer Versammlung darf die Bewilligung unter keinen Umständen nur wegen des Inhalts versagt werden – außer in jenen Fällen, in denen die Versammelnden zu Gewalt aufrufen.
Die im Jahr 2021 von Volk und Ständen angenommene eidgenössische Volksinitiative «Ja zum Verhüllungsverbot» kollidiert mit der Versammlungsfreiheit. Die neu aufgenommene Verfassungsnorm (Art. 10a BV) verlangt ein so striktes Vermummungsverbot, dass der Kerngehalt verletzt wird.